# Black Bomb A
Pour les articles homonymes, voir BBA.
Black Bomb A ou BBA, également parfois orthographié Black Bomb Ä, est un groupe de Metal hexagonal français, originaire de Viroflay, dans les Yvelines. Black Bomb A est reconnu sur la scène metal française,.

## Biographie

### Débuts etHuman Bomb(1994–2001)
Black Bomb A est formé en 1994 et initialement composé de Poun et Djag au chant, de Max à la guitare, Panks à la basse, et de Frank à la batterie, tous les musiciens étant originaires de Viroflay. Le groupe tient son nom d'une variété de Haschisch coupé à l'opium venant d'Inde nommé Black Bombay. Le A, pour « anarchie », est ajouté au nom de ce stupéfiant. Le groupe donne son premier concert pour la fête de la musique à la gare de Viroflay, devant plus de 300 personnes, puis les péniche-salle-de-spectacles, les salles départementales de la région parisienne. Les membres du groupe étaient inspirés du heavy metal, du punk rock et du punk hardcore. Une première démo a été enregistrée en 1996 intitulée Stop Da Madness, qui ne verra jamais le jour. En 1998, Stéphane Buriez se joint au groupe qui enregistre son premier morceau, Straight in the Vein, qui est distribué à la Fnac et Virgin en avril 1999. En 2000, le groupe rencontre le tourneur Sriracha dans les locaux duquel ils vont répéter.
En 2001, Black Bomb A publie un premier album studio, intitulé Human Bomb, produit par Sriracha Sauce et distribué par M10 . L'album est très bien accueilli par la presse spécialisée et par le public,,. Black Bomb A participe au Sriracha Tour en octobre 2000 devant 5 000 spectateurs. En juin 2001, ils participent au Sriracha Tour 2, dont une partie des fonds sont versés à l'association Orphelin Sida International, et pendant lequel ils accompagnent Lofofora, Watcha, et Oneyed Jack dans les plus grandes salles de France, de Suisse, et de Belgique,. En avril 2002, ils enchaînent plus de trente dates pour le Sriracha Tour 3, avec Boost et Tripod.

### Suites (2002–2011)
Depuis, le groupe quitte le collectif Sriracha pour rejoindre le label Enragé Production. Le 15 octobre 2002 sort un double-album digipack, regroupant le premier EP Straight in the Vein, désormais épuisé, et Human Bomb, ainsi que deux vidéos live, mais cet album est sorti toujours sur le label Sriracha Sauce.
En 2004 sort leur deuxième Album "Speech of Freedom" qui marque un des premiers changement de chant (voix grave) du groupe. En effet Djag laisse sa place au chanteur Arno.
En 2006 sort le troisième Album "One Sound Bite To React".
Poun publie un album intitulé Monroe est morte en 2008, et joue un duo avec le groupe eOn (Element of Noise) originaire de Toulon  sur la chanson No Sacrifice. Djag effectue un duo avec le groupe Pipedreams en 2010, sur l'album  When the Souls Escape sur le morceau No Place for You. Il participe au sein du groupe Le Noyau Dur, dont il fut le chanteur entre 2006 et 2008, avec deux albums : Renaissance et Résistance.
En 2009 sort le quatrième album intitulé "From Chaos" qui marque un nouveau changement de chanteur et également un retour aux sources. Djag reprend sa place de chanteur (grave) et Arno quitte donc le groupe pour plusieurs années.
En septembre 2011, le groupe effectue un nouveau changement de formation qui comprend Shaun Davidson (Écosse) au chant, et Jacou (Ultra Vomit) à la basse. Entre octobre et décembre 2011, Black Bomb A interprètent des chansons de leur futur nouvel album annoncé pour 2012. En décembre 2011, le groupe dévoile la pochette de son nouvel album, Enemies of the State, qui sera publié le 30 janvier 2012 au label At(h)ome.

### Nouveaux albums et 21 ans (depuis 2014)

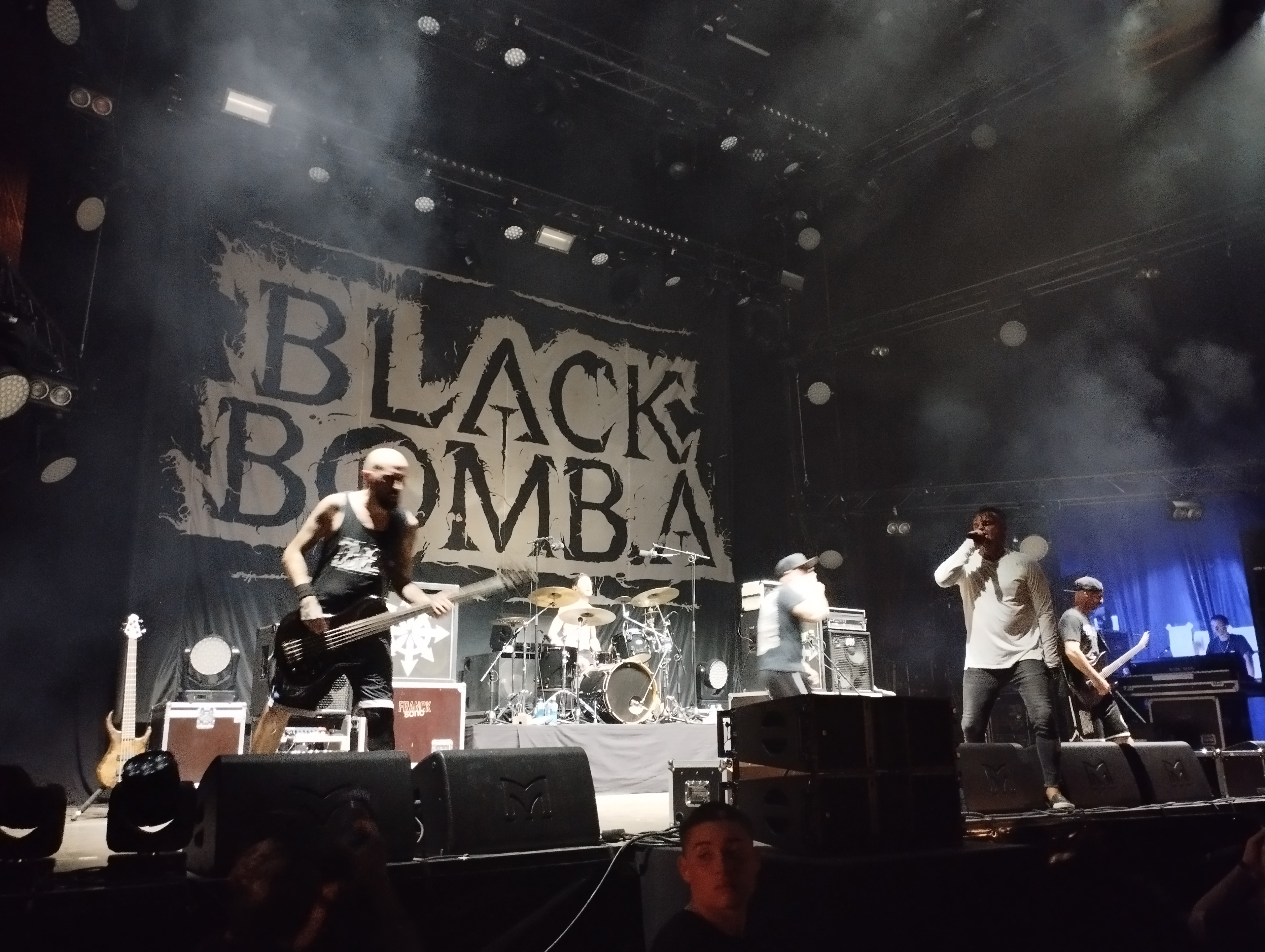
Black Bomb A en concert au Mennecy Metal Fest, le 9 septembre 2023.

Arno réintègre Black Bomb A en 2014 pour l'enregistrement de l'album Comfortable Hate, annoncé pour le 24 février 2015 aux labels Verycords/Warner Music Group, mais finalement repoussé au 2 mars 2015.
Pour célébrer leur 21 ans d'existence, Black Bomb A donne un concert événement le 28 novembre 2015 au Noumatrouff de Mulhouse, devant plus de 800 spectateurs. À cette occasion, ils enregistrent l'album live 21 Years of Pure Madness - Live Act, en CD/DVD le 1er avril 2016 aux labels Verycords/Warner Music Group. L'album comprend une vingtaine de chansons tirées des sept albums et EP du groupe, ainsi que cinq reprises de classiques de groupes punk et metal comme Sepultura et Suicidal Tendencies.
Le 15 juin 2018 le groupe sort le clip Wake Up, pour teaser la sortie de leur nouvel album intitulé Black Bomb A. Deux autres clips suivront par la suite : Greed, ainsi que Bulletproof. L'album sort le 12 octobre 2018.

## Membres

### Membres actuels
- Poun / Sébastien Gobert – chant (depuis 1995)
- Snake / Samuel Taquet – guitare (depuis 1996)
- Arno / Arnaud Dhenain – chant (2002-2007, depuis 2014)
- Jordan Kiefer – batterie (depuis 2023)
- Etienne Treton – basse (2004-2011, depuis 2023)

### Anciens membres
- Djag / Franck Visée – chant (1995-2002, 2007-2011)
- Scalp – guitare (1999-2008)
- Shaun Davidson – chant (2011-2014)
- Mario – basse (1999-2004)
- Panks – basse (1995-1999)
- Franck – batterie (1995-2001)
- Max – guitare (1995-1996)
- Pierre Jacou – basse (2011-2023)
- Hervé Coquerel – batterie (2001-2023)